# Muitoa
Muitoa es una localidad del distrito de Ha'ano, en Tonga. Tiene una población de 41 habitantes en 2021.